# Manoel Alves Tojal
Manoel Alves Tojal (Penedo, Alagoas,  – Paraguai, 21 de julho de 1867) foi um médico brasileiro.
Doutorado pela Faculdade de Medicina do Rio de Janeiro em 1857, defendendo a tese “Do ar atmosférico”. Foi eleito membro da Academia Nacional de Medicina em 1862, com o número acadêmico 97, empossado em 1864 na presidência de José Pereira Rego.
Morreu em 21 de julho de 1867, servindo seu país durante a Guerra do Paraguai como 1º Cirurgião do Corpo de Saúde do Exército.